# Emil Löfvenius

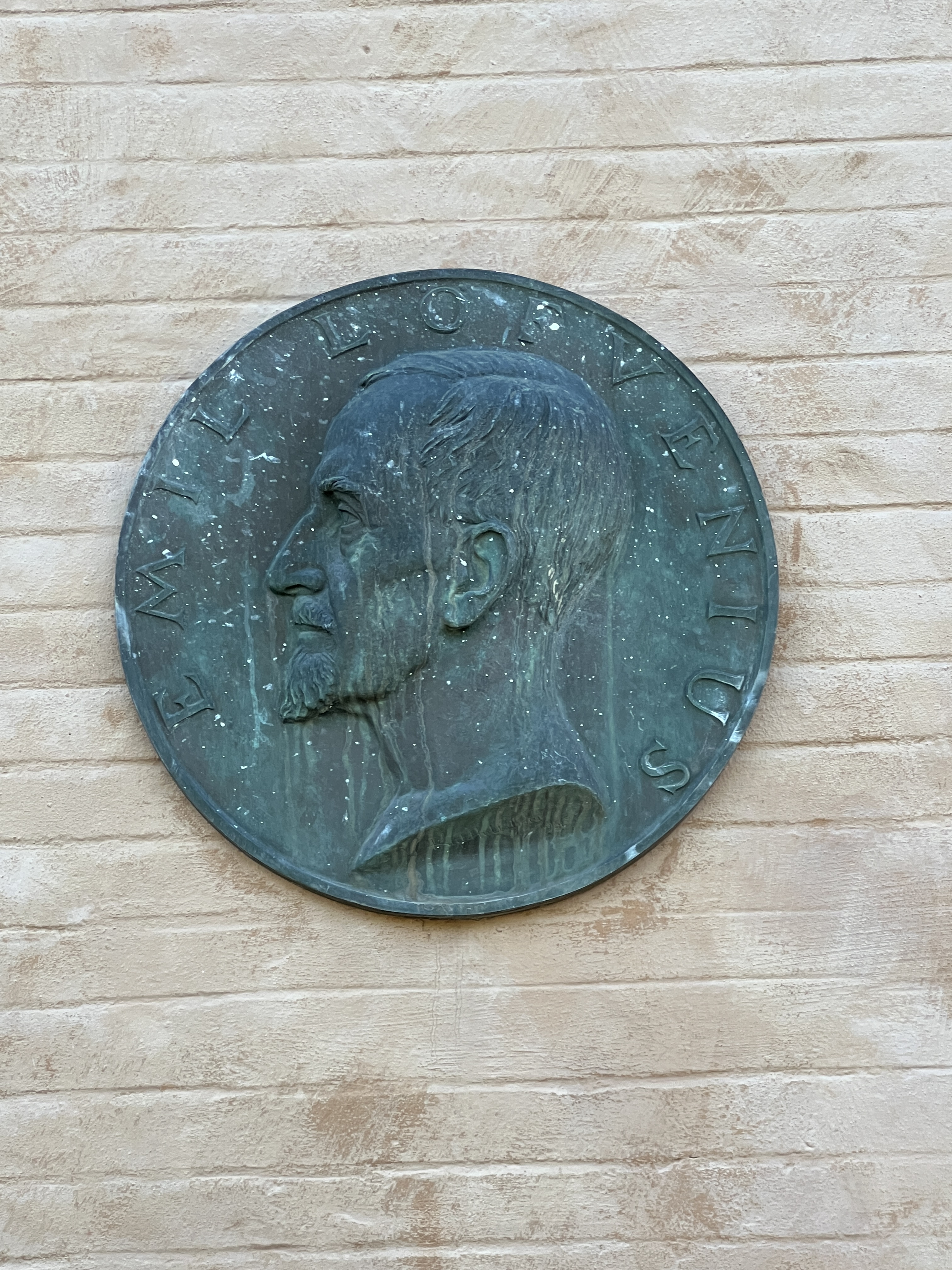
Medaljong Linghallen

Emil Löfvenius, född 29 februari 1868 i Nyköping, död 17 januari 1955 i Norrköping, var en svensk affärsman, kommunalpolitiker samt gymnastik- och idrottsfrämjare.
Emil Löfvenius var son till färgerifabrikören Henric Löfvenius. Efter läroverksstudier i Nyköping 1876–1883 var han anställd i detalj- och partiaffärer i Sverige och därefter i Tyskland, Frankrike och Storbritannien 1893–1895. 1897 etablerade han agentur- och partiaffären Emil Löfvenius i Norrköping, vilken under hans ledning utvecklades till en av Norrköpings mest ansedda agenturfirmor. Dessutom var Löfvenius disponent för AB Julius Thorén i Norrköping 1913–1915 samt VD för och styrelseledamot i AB Svensk ull 1919–1936. 1918–1919 var han föreståndare för Statens industrikommissions ullbyrå i Stockholm. Han var ledamot av styrelsen för Jolin och Mathilda Lennings sjukhem i Norrköping 1906–1929 och verkställande direktör där 1922–1939. Löfvenius som var stadsfullmäktig i Norrköping 1926–1934, blev 1931 politierådman där och innehade posten till 1937, då poliskammarens domsrätt indrogs och ersattes av en polisdomstol. Löfvenius utförde en betydande gärning som främjare av svenska gymnastik och idrott. han var bland annat ledamot av styrelsen för Norrköpings gymnastikförening 1896–1912 varav 1904–1912 som ordförande, ledamot av styrelsen för Svenska gymnastikförbundet 1922–1934 varav 1930–1934 som ordförande och ordförande i Norrköpings allmänna gymnastikavdelning 1913–1917 och 1921–1933. Vidare var Löfvenius ledamot av Riksidrottsförbundets överstyrelse 1903–1907 och var 1907 initiativtagare till Riksidrottsförbundets idrottsmärke.